# أرنولفو فالينتييريا
ارنولفو فالينتييريا (بالإسبانية: Arnulfo Valentierra)‏ (16 أغسطس 1974 ببارانكيا في كولومبيا - ) هو لاعب كرة قدم كولومبي في مركز الوسط. شارك مع منتخب كولومبيا لكرة القدم. أما مع النوادي، فقد لعب مع أمريكا دي كالي وأونس كالداس وبنيارول وسيينسيانو ونادي اتحاد كلباء ونادي الهلال ونادي الوحدة ونادي بوليفار وClub Aurora ‏ ويونيون ماغدالينا.

## وصلات خارجية
- أرنولفو فالينتييريا على موقع الاتحاد الدولي (مؤرشف)  (الإنجليزية)
- أرنولفو فالينتييريا على موقع قاعدة بيانات كرة القدم.إي يو (الإنجليزية)
- أرنولفو فالينتييريا على موقع بيانات كرة القدم. دي إي (الألمانية)
- أرنولفو فالينتييريا على موقع ناشيونال فوتبول تيمز (الإنجليزية)